# 大護八郎
大護 八郎（だいご はちろう、1912年8月1日 - 2008年）は、日本の郷土史家。

## 経歴
埼玉県入間郡勝呂村（現坂戸市）生まれ。1932年に埼玉県師範学校卒業し、同年3月から所沢小学校訓導となり、また1943年4月国際学友会日本語学校教授となる。1945年に日本大学文理学部高師地歴科卒業。1945年5月13日、埼玉県立川越高等学校で西洋史と社会科の教員となる。
その後、1954年埼玉県教育局社会教育課文化財保護係長、1961年同課課長補佐を経て、1964年から埼玉県立文化会館館長などを経て、1974年から埼玉県立博物館館長。埼玉県文化財保護審議委員なども歴任。
専門は考古学・民俗学、特に石造文化財研究。1977年、日本石仏協会を創設し、初代会長をつとめる。